# I Am Not There Anymore
I Am Not There Anymore è il settimo album in studio della band indie pop britannica The Clientele, pubblicato il 28 luglio 2023 da Merge Records. Ha ricevuto recensioni positive dalla critica
Secondo l'aggregatore di recensioni Metacritic, I Am Not There Anymore ha ricevuto "il plauso universale" sulla base di un punteggio medio ponderato di 89 su 100 da 9 punteggi della critica. Gli editori di AllMusic hanno valutato questo album con 4,5 stelle su 5, con il critico Tim Sendra che ha scritto che questo è "un altro album perfetto della band, sicuramente uno dei loro lavori migliori e più devastantemente belli". Nella sua recensione per Pitchfork, Marc Hogan ha dato all'album un 8,0 su 10, sottolineando la sua "ritrovata avventurosità sonora e testi evocativi dalla logica del sogno", e definendolo "una coraggiosa ricerca nel vasto sconosciuto" per la band. In The Quietus, Tom Bolton ipotizza che questo potrebbe essere il miglior album della band, definendolo "un mondo completo, con un'identità musicale inconfondibile". Scrivendo per il Wall Street Journal, Mark Richardson ha paragonato questo lavoro ai Beatles e a Donovan, affermando che "anche se i testi e i concetti [del cantante Alasdair MacLean] possono essere arcani, si trova ancora molto da canticchiare e adorabili ritornelli strumentali" e "nessun altra band offre bellissime riflessioni esistenziali come questa".

## Tracce
1. Fables of the Silverlink – 8:29 (Alicia Macanás, The Clientele)
2. Radial B – 0:57
3. Garden Eye Mantra – 4:29
4. Segue 4 (iv) – 0:28
5. Lady Grey – 3:17
6. Dying in May – 4:30
7. Conjuring Summer In – 2:18 (Keen, The Clientele)
8. Radial C (Nocturne for Three Trees) – 1:33 (Keen)
9. Blue Over Blue – 3:17
10. Radial E" – 1:11 (Keen)
11. Claire’s Not Real – 2:32
12. My Childhood" – 2:39 (MacLean)
13. Chalk Flowers – 4:41
14. Radial H" – 1:07 (Keen)
15. Hey Siobhan – 4:13
16. Stems of Anise – 4:08
17. Through the Roses – 4:02
18. I Dreamed of You, Maria – 4:51
19. The Village Is Always on Fire – 4:22